# Roger Tsien
Roger Y. Tsien, né le 1er février 1952 à New York, et mort le 24 août 2016, est un biochimiste et biophysicien américain d'origine chinoise. Il est co-lauréat avec Osamu Shimomura et Martin Chalfie du prix Nobel de chimie en 2008 « pour la découverte et le développement de la protéine fluorescente verte ».

## Biographie

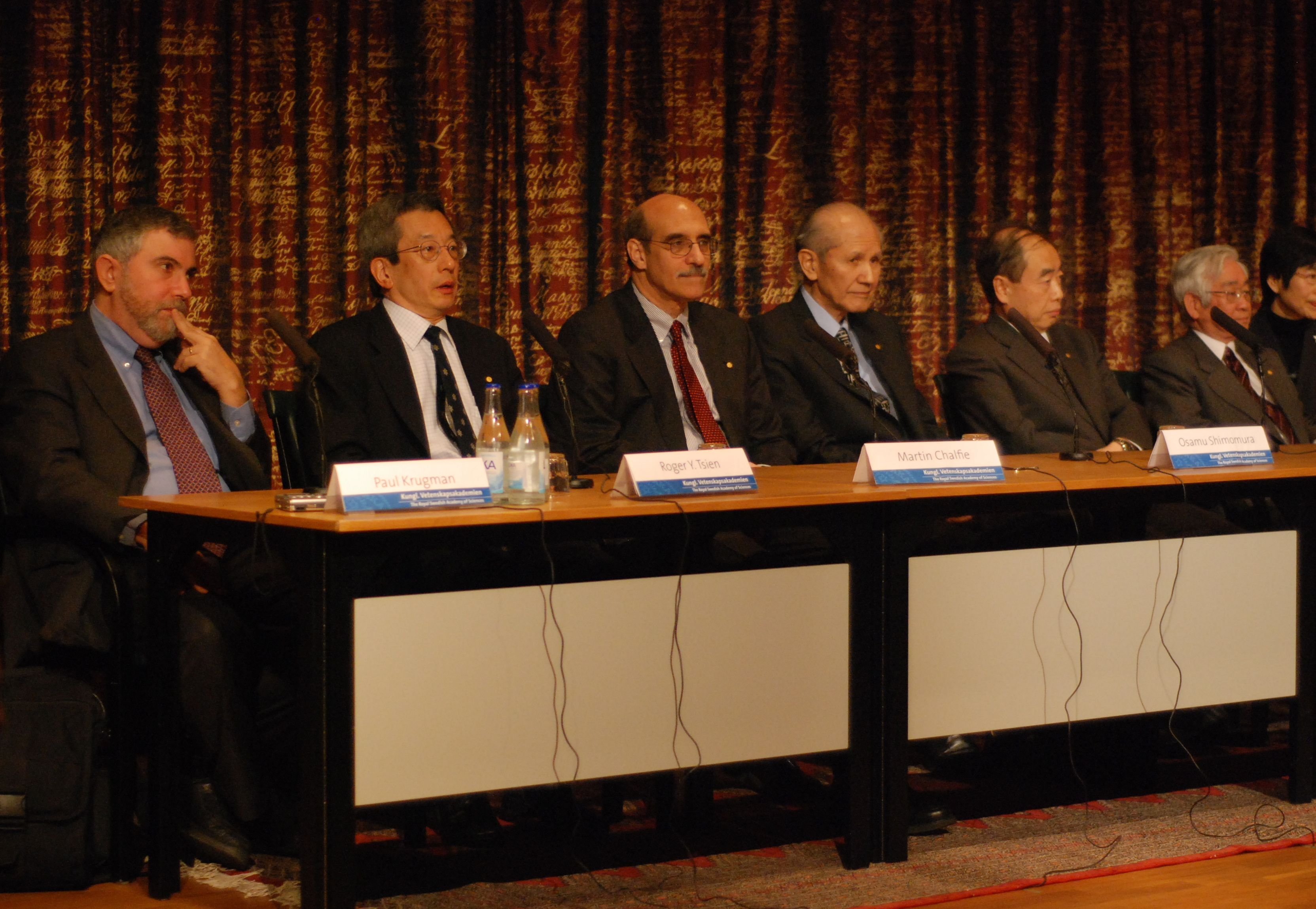
Les lauréats du prix Nobel 2008 à l'Académie des sciences de Stockholm

Roger Tsien est le frère cadet de Richard W. Tsien.

## Apport scientifique
En 2008, Tsien, Martin Chalfie et Osamu Shimomura sont colauréats du prix Nobel de chimie « pour la découverte et le développement de la protéine fluorescente verte, la GFP ». La GFP fut découverte initialement dans l'organisme de la méduse Aequorea victoria en 1962. Roger Tsien a contribué à la compréhension du mécanisme de la fluorescence de la GFP et a créé des protéines dérivées capables d'émettre d'autres longueurs d'onde (dans le jaune, le bleu, et le cyan) sous excitation. Ces protéines sont devenues des outils essentiels et courants en biologie moléculaire et cellulaire. Une application simple de la GFP consiste à créer une protéine de fusion entre une protéine d'intérêt dont on veut suivre la localisation cellulaire et une variante de la GFP. Les applications de la GFP ont également été utilisées avec succès dans des organismes vivants, comme les souris transgénique pour la GFP.

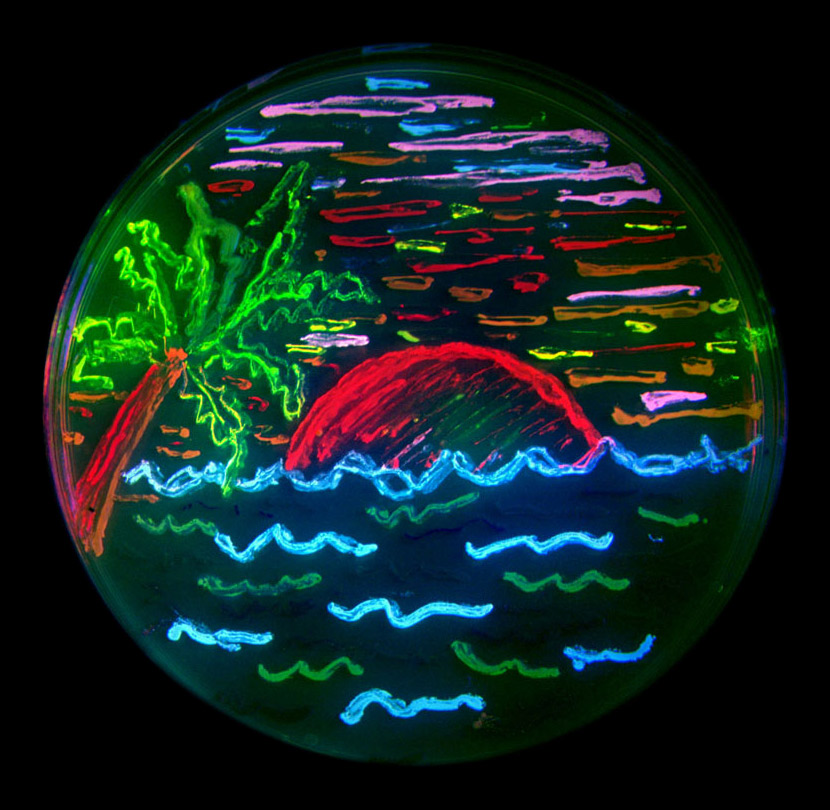
Jeu sur boîte de Petri de bactéries possédant un plasmide exprimant plusieurs GFP qui fluorescent à différentes longueurs d'onde. L'image représentant la plage de San Diego réalisée dans le laboratoire de Roger Tsien en 2006

Roger Tsien a commencé sa carrière en développant une multitude de sondes intracellulaires utilisées pour la mesure des variations de concentration de divers ions intracellulaires. Ces travaux lui ont valu une importante renommée dans les laboratoires de recherche en biologie cellulaire : en s'équipant d'un simple microscope à fluorescence, il devenait possible à des laboratoires d'envisager des recherches qui étaient réservées à des laboratoires plus spécialisés d'électrophysiologie. La première sonde développée est le fura-2 en 1985, qui permet de suivre les variations de concentration de calcium intracellulaire, un très important messager secondaire,. Il s'agit de sondes dont les propriétés de fluorescences présentent un point isobestique : une longueur d'onde d'excitation dépend de la concentration en calcium tandis qu'une autre longueur d'onde dépend de la concentration de la sonde et permet d'obtenir une valeur de normalisation.
Par la suite, Tsien et son équipe ont modifié ces sondes pour pouvoir mesurer les concentrations de sodium, de potassium et le pH intracellulaire, rendant possible et plutôt facile la mesure de concentrations autrefois mesurées à l'aide de microélectrodes sélectives, d'emploi plus difficile. Par ailleurs, ces sondes respectent parfaitement l'intégrité de la cellule tandis que les techniques de microélectrodes endommagent les membranes des cellules à étudier au moment de la pénétration de la microélectrode.